# Лахен (стадион)
„Лахен“ е стадион в град Тун, Швейцария.
Използва се най-вече за футбол и служи за домакинските срещи на ФК „Тун“. Стадионът има капацитет от 10 350 места и е построен през 1954 г.